# 刘镇华庄园
刘镇华庄园位于河南省巩义市河洛镇神北村，为镇嵩军统领刘镇华的私人庄园。

## 庄园布局
刘镇华庄园坐北朝南，依神都山而建，共有石砌窑洞30孔，楼房210间，平房30间，总面积约1万平方米，整体上为中西结合的建筑风格。
庄园分为三层，六个院落。最上面一层为上院，位于神都山半山腰的台地上，为住宅区，周围为红岩石寨墙，正面是一排石头窑洞，西部有一栋东西朝向的两层小楼。中间层分为南北两院，其中南院是办公区，主体为一栋建于1936年的“仿重庆大厦”建筑，北院为三栋西洋式楼房，外有砖券拱式连廊和木地板铺地。最下面一层为祠堂和花园。

## 保护情况
刘镇华庄园于2000年9月25日被河南省人民政府公布为第三批河南省文物保护单位。2013年3月5日被中华人民共和国国务院公布为第七批全国重点文物保护单位。